# Mirosternus irregularis
Mirosternus irregularis là một loài bọ cánh cứng thuộc họ Ptinidae.